# 小行星13049
小行星13049（13049 Butov）是一颗绕太阳运转的小行星，为主小行星带小行星。该小行星于1990年9月15日发现。

## 轨道参数
小行星13049的轨道半长轴为2.5743424 UA，离心率为0.162。